# 'Patafyzika

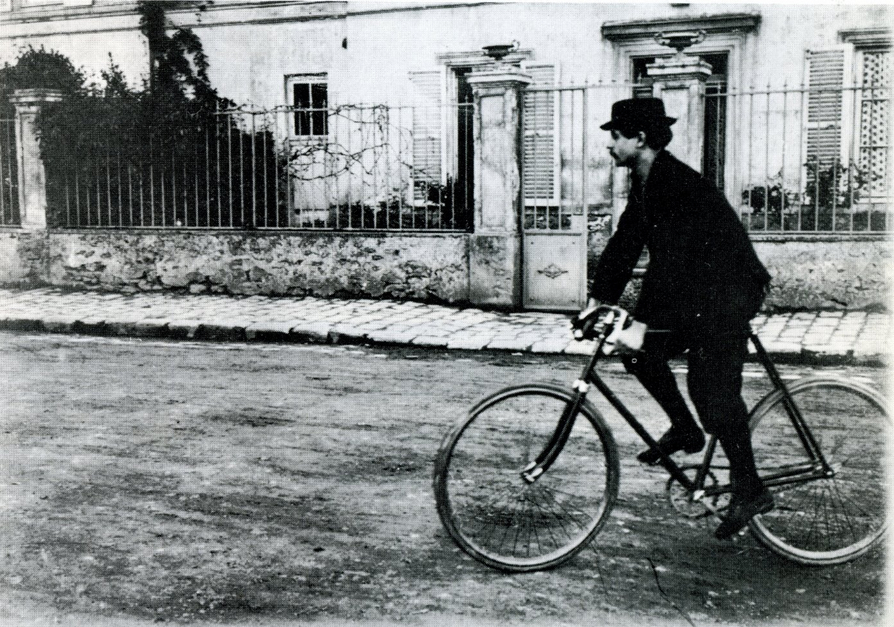
Jarry v Alfortville

'Patafyzika (la 'Pataphysique) je absurdistická, pseudovědecká a literární koncepce, jejíž podstata se vzpírá přímočaré definici. Tuto koncepci vytvořil francouzský spisovatel a literární experimentátor Alfred Jarry (1873–1907). Jedním z možných pokusů o přiblížení jejího významu je vyjádření, že ‘patafyzika je odvětví filosofie a/nebo vědy, které se věnuje analýze imaginárních jevů vymykajících se fyzice i metafyzice. Jinými slovy, jedná se o vědu zabývající se imaginárními řešeními. Koncepce patafyziky je více rozepsaná ve fiktivní knize „Podivuhodné postřehy & názory doktora Faustrolla“, kterou Jarry s nádechem potutelné mystifikace napsal jako parodii na vědecké texty a v níž si účelně pohrává s tradičními pojetími a interpretacemi reality. Jiná definice ‘patafyziku popisuje jako ideu, podle níž „je díky průzračnému vidění propůjčenému poezii, vědou nebo láskou možné nahlédnout hypotetickou nebo imaginární podstatu věcí a reálně ji přijmout do svého života.“ Jarry za účelem definování 'patafyziky uvádí mnoho příkladů a tvrzení, mezi něž se řadí například vysvětlení, že se jedná o „vědu imaginárních řešení, která symbolicky přisuzuje imanentně virtuální vlastnosti objektů jejich základní podstatě.“
Vyznavač 'patafyziky se nazývá patafyzik nebo patavědec.

## Definice
'Patafyziku se pokusilo vymezit již přes sto různých definic. Některé z nich jsou uvedené níže.
„'Patafyzika je věda o tom, co je nadřazené metafyzice, ať už v rámci či mimo rámec jejích hranic. Zkoumá prostor natolik vzdálený metafyzice, jako je pole metafyziky vzdálené fyzice. [...] Navzdory obecnému přesvědčení, že pravá věda se snaží co nejvíce zobecňovat, 'patafyzika se především věnuje konkrétním jevům. 'Patafyzika usiluje o analýzu zákonitostí, podle nichž se řídí výjimky, a popisuje dosud neprozkoumaný svět obsažený ve světě známém.“
„'Patafyzika je trpělivá. 'Patafyzika je laskavá. 'Patafyzika nikdy nezávidí, nikdy bezcílně nebloumá, nezabývá se svou důležitostí, nemá vlastní ambice ani je nehledá. Je vyrovnaná a čistá od všeho zhoubného. Nezesměšňuje bezpráví, plně se soustředí na hledání vědecké pravdy. Podporuje vše, důvěřuje všemu, věří ve vše a vše obhajuje.“
„'Patafyzika snadno přechází mezi jednotlivými skupenstvími různorodých pokusů o definování. Může tedy být nahlížena ze zřetele plynu, kapaliny či pevné látky.“
„'Patafyzika, neboli „věda konkrétního“, se nezabývá studiem zákonitostí řídících obecné opakování pravidelných jevů, spíše analyzuje hry řídící jednotlivé výskyty ojedinělých jevů. … Jarry žertovně aplikuje stejnou metodu ve vztahu k literatuře, jakou Nietzsche s vážným záměrem používá ve vztahu k filozofii. Nicméně, oba myslitelé se ve skutečnosti pokoušeli vypracovat „veselou vědu“, jejíž joie de vivre nejvíce vzkvétá ve chvílích, kdy v nás tyranie pravdy vyvolává úctu ke lži a tyranie rozumu úctu k šílenství.“

## Etymologie
Slovo 'patafyzika je složenina pocházející z řeckého (τὰ ἐπὶ τὰ μεταφυσικά) (tà epì tà metàphusiká); což v doslovném překladu znamená „to, co je nad metafyzikou“. Jarry se při vytváření názvu pro svou koncepci nechal šibalsky inspirovat Aristotelovou Metafyzikou, odvozená od „τὰ μετὰ τὰ φυσικά“ (ta meta ta physika).
Jarry dále závazně ustanovil začáteční apostrof jako jediný správný zápis názvu 'patafyzika, aby „se vyhnul prostoduché slovní hříčce“ (slova patafyzik, patavědec a adjektivum patafyzický již ale apostrof neobsahují). Výraz patafyzika (bez apostrofu) je totiž paronymum metafyziky a v mluvené francouzštině vytváří slovní hru — jelikož apostrof neovlivňuje výslovnost patafyziky, čtenář díky tomuto důmyslnému zápisu rozpozná správný význam ve smyslu Jarryho vědy, zatímco posluchači se nabízí několik variant dalších významů. Mezi tyto hravé významy patří patte à physique („fyzikální pracka“), jak uvádí Jarryho následovatelé Keith Beaumont a Roger Shattuck, pas ta physique („nikoli tvá fyzika“), a pâte à physique („fyzikální těsto“).

## Historie
První zmínka o 'patafyzice se objevuje v tištěné verzi Jarryho dramatu Guignol, která 28, dubna roku 1893 vyšla v časopise L'Écho de Paris littéraire illustré, původ pojmu se nicméně tehdy odvozoval od stejných školních vtípků z Jarryho lycée v Rennes, které ho vedly k napsání hry Král Ubu. Jarry duchovní otcovství této „vědy“ přisoudil Ibikratovi a Sofrotatovi Arménskému.

### Kolegium 'patafyziky
Kolegium 'patafyziky, které bylo založeno roku 1948 v Paříži, je „společnost věnující se erudovanému a neužitečnému výzkumu“. (V anglické definici je použito slovo inutilious, které je synonymní k useless — neužitečný, zbytečný.) Heslo Kolegia zní Eadem mutata resurgo („Znovu povstanu, stejný, ale jiný“) a až donedávna byl jeho vicekurátorem je Její Magnificence Lutembi – krokodýl. V roce 2014 byla ale zvolena nová vicekurátorka Tanya Peixoto, členka Londýnského ústavu 'patafyziky a majitelka obchodu Bookartbookshop.
Funkci stálého předsedy Kolegia zastává fiktivní dr. Faustroll (Neodvolatelný kurátor), jehož pravou rukou je stejnou měrou fiktivní Bosse-de-Nage (Starosta — český výraz byl zřejmě použit pro vyvolání exoticity a jisté obskurnosti, pozn. překl.). Vicekurátor je v hierarchii kolegia považovaný za „přední a nejvýše postavenou živoucí entitu“. Mezi publikace Kolegia, obecně nazývané Viridis Candela („zelené svíce“), patří Cahiers (periodika), Dossiers (spisy) a Subsidia Pataphysica (patafyzické přípsěvky). V období tzv. zatemnění bylo nicméně mezi roky 1975 a 2000 Kolegium v publikační činnosti neaktivní. Významnými členy Kolegia jsou Noël Arnaud, Luc Étienne, Latis, François Le Lionnais, Jean Lescure, Raymond Queneau, Boris Vian, Eugène Ionesco, Jacques Carelman, Joan Miró, Man Ray, Max Ernst, Julien Torma, Roger Shattuck, Groucho, Chico and Harpo Marx, Baron Jean Mollet, Philippe de Chérisey, Irénée Louis Sandomir, Opach a Marcel Duchamp. Umělecká skupina Oulipo vznikla jako podvýbor Kolegia.

#### Odnože Kolegia 'patafyziky
Ačkoli byla centrem patafyzického dění vždy Francie, věda si své stoupence získala i v dalších zemích po celém světě. V roce 1966 byl tím pádem Juan Esteban Fassio pověřen, aby vytvořil mapu Kolegia 'patafyziky a jeho institutů v zahraničí. V 50. letech 20. století se prvními zahraničními městy s patafyzickými instituty stalo v západní Hemisféře Buenos Aires a v Evropě Milán. K nim se v průběhu šedesátých let v Evropě přidalo mnoho dalších, včetně Londýnu, Edinburghu, Budapešti a Lutych. Přestože v sedmdesátých letech došlo v Kolegiu k období zatemnění, rozvoj 'patafyziky v zemích jako Německo, Švédsko, Švýcarsko, Kanada, Nizozemsko a mnoha dalších ukázal, že proces internacionalizace je nezvratný. Během éry komunismu se v tehdejším Československu dokonce malá skupina českých patafyziků rozhodla vydávat časopis s názvem PAKO (Patafyzické kolegium) jelikož hry Alfreda Jarryho výrazně ovlivňovaly tehdejší filozofickou inteligenci undergroundu. V květnu roku 2013 byl slavnostně otevřen institut 'patafyziky v hlavním městě Litvy Vilniusu s názvem Patafizikos instituto atidarymas Vilniuje.

### Londýnský institut 'patafyziky
Londýnský institut 'patafyziky (The London Institute of 'Pataphysics) vznikl v září roku 2000 za účelem propagování 'patafyziky v anglicky mluvícím světě. Institut je publikačně činný, vydává své periodikum a skládá se ze šesti oddělení:
- Bureau for the Investigation of Subliminal Images (Odbor pro výzkum podprahových obrazů)
- Committee for Hirsutism and Pogonotrophy (Komise pro nadměrné ochlupení a vousatost)
- Department of Dogma and Theory (Oddělení dogmat a teorie)
- Department of Potassons (Oddělení šprtů)
- Department of Reconstructive Archaeology (Oddělení rekonstrukční archeologie)
- The Office of Patentry (Patentovací úřad)

Institut také spravuje patafyzické muzeum a archiv, v roce 2002 zaštiťoval výstavu  obrazů a soch Anthonyho Hancocka.

### Musée Patamécanique
Musée Patamécanique je soukromé muzeum, které bylo v roce 2006 zřízeno ve městě Bristol v USA, a je prezentováno jako hybrid mezi automatickým divadlem a přehlídkou kuriozit, mezi které patří i vynálezy inspirované patamechanikou, konstrukčním sesterským oborem 'patafyzice. Do jeho interiérů se veřejnost nicméně může dostat pouze zřídka, a to po předchozí domluvě, jinak se muzeum otevírá přátelům nebo kolegům majitele.
Příklady vystavovaných exponátů jsou například animatronický model zpívajících Chipmunků, Stroj času (podle provozovatelů muzea se jedná o největší Fenakistoskop na světě), čichové hodiny, lustr se zabudovanými zpívajícími skřivánky, Odzažívač (přístroj, který údajně dokáže znovu vytvořit již strávené jídlo), Zvětšovač arašídů, Orákulum syzygie, Houslucho (zhruba 60 cm dlouhé holografické ucho hrající na housle) nebo přístroj pro záznam snů čmeláků.

## Pojmy

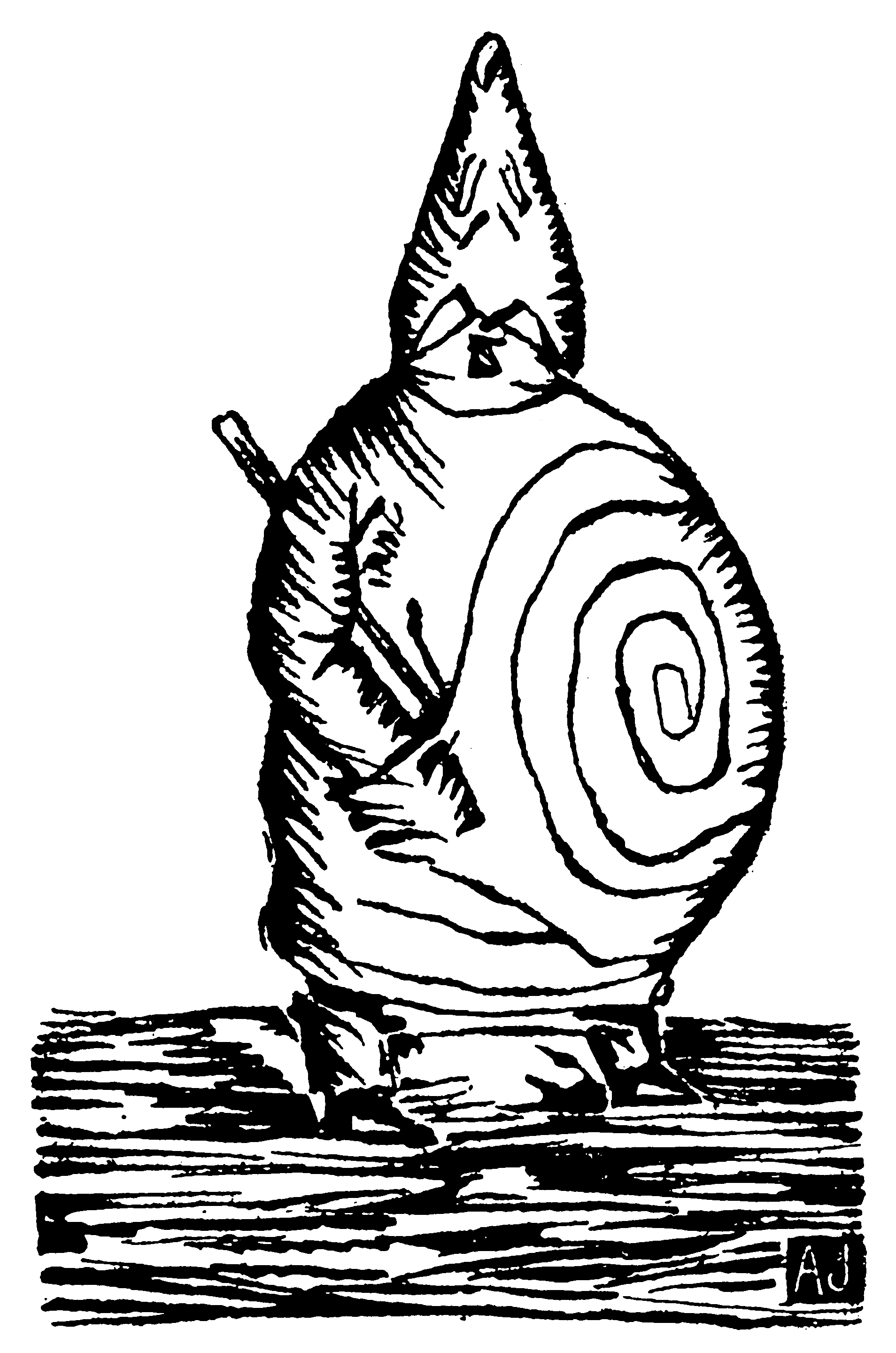
The Grand Gidouille na břiše krále Ubu je symbolem 'patafyziky.

Klinamen
Klinamen je označení pro nepředvídatelné změny v částečkách, kterými Bök rozumí „nejmenší možné odchylky, které mohou mít největší možné následky“. Příklad klinamenu je Jarryho merdre, odchylka od francouzského merde („hovno“). 
Antinomie
Antinomie označuje vzájemnou výlučnost. Vyjadřuje dualitu, ozvěnu symetrie, dobro i zlo zároveň. Hugill jako příklady zmiňuje plus minus, faust-troll, haldern-ablou, ano-ale, ha-ha a paradox.
Syzygie
V astronomii pojem syzygie znamená souběh poloh tří vesmírných těles na jedné přímce. 'Patafyzika syzygii chápe jako slovní hříčku, která popisuje překvapivou a nečekanou shodu okolností. Na rozdíl od serendipity — prosté náhodné příhody — má syzygie více vědecký tón. Podle Böka je syzygií například Jarryho domněnka, že pád těla do středu prostoru nemusí být výhodný pro vystoupání vakua směrem k okrajům.
Absolutno
Absolutno je chápáno jako idea transcendentní reality.
Anomálie
Anomálie představuje výjimku, které ústředním tématem 'patafyziky, neboť podle Jarryho „'patafyzika usiluje o analýzu zákonitostí, podle nichž se řídí výjimky, a popisuje dosud neprozkoumaný svět obsažený ve světě známém.“ Bök anomálii popisuje jako „potlačenou část pravidla, které zaručuje neplatnost tohoto pravidla“.
Patafora
Pataforou se rozumí nezvykle rozšířená metafora založená na 'patafyzice. Jarry tvrdí, že stejně jako „'patafyzika zkoumá prostor natolik vzdálený metafyzice, jako je pole metafyziky vzdálené fyzice“, patafora slouží jako obrazný prostředek tak vzdálený od metafory, jako je metafora vzdálená od neobrazného jazyka.

## Patafyzikální kalendář
Patafyzikální kalendář je variace gregoriánského kalendáře, kterou vytvořilo Kolegium 'patafyziky v roce 1949. Začátek patafyzikální éry (E.P.) byl stanoven na Jarryho narozeniny 8. září 1873. Při převádění dat z patafyzikálního systému do gregoriánského kalendáře norma určuje psát dodatek (vulg.), který značí vulgate (zjednodušeně).
Týden začíná v neděli, na níž připadá každý 1., 8., 15. a 22. den v měsíci, zatímco 13. den v měsíci je vždy pátek (viz Pátek třináctého). Každému dni je také přiřazený speciální název nebo světec. Například 27 Haha (1. listopad vulg.) se nazývá Zatemnění Alfreda Jarryho (Occultation d'Alfred Jarry), 14 Sable (14. prosinec vulg.) je zasvěcený Donu Quichotovi (Don Quichote, champion du monde).
Rok se skládá z 13 měsíců, z nichž každý má 29 dní. 29. den každého měsíce je ovšem imaginární vyjma dvou případů:
- 29 Gidouille (13. červenec vulg.) je vždy neimaginární
- 29 Gueules (23. únor vulg.) je neimaginární pouze v přestupném roku

Tabulka níže uvádí jména a pořadí měsíců v patafyzikálním roce, společně s jejich datací v gregoriánském kalendáři a přibližným překladem nebo vysvětlením významu od Andrewa Hugilla.
| Měsíc       | Začíná        | Končí         | Komentář                    |
| ----------- | ------------- | ------------- | --------------------------- |
| Absolu      | 8. září       | 5. října      | absolutní                   |
| Haha        | 6. října      | 2. listopadu  | ha ha                       |
| As          | 3. listopadu  | 30. listopadu | pramice                     |
| Sable       | 1. prosince   | 28. prosince  | písek nebo heraldická čerň  |
| Décervelage | 29. prosince  | 25. ledna     | pomatení                    |
| Gueules     | 26. ledna     | 22./23. února | heraldická červeň nebo huba |
| Pédale      | 23./24. února | 22. března    | šlapka jízdního kola        |
| Clinamen    | 23. března    | 19. dubna     | odchylka                    |
| Palotin     | 20. dubna     | 17. května    | Ubuho kumpáni               |
| Merdre      | 18. května    | 14. června    | hovňajs                     |
| Gidouille   | 15. června    | 13. července  | spirála                     |
| Tatane      | 14. července  | 10. srpna     | škrpál nebo onošený         |
| Phalle      | 11. srpna     | 7. září       | falus                       |

Například:
- 8. září 1873 (vulg.) = 1 Absolu 1
- 1. ledna 2000 (vulg.) = 4 Décervelage 127
- 10. listopad 2012 (vulg.)(sobota) = 8 As 140 (neděle)

## Vliv 'patafyziky
V 60. letech 20. století se 'patafyzika jako konceptuální prvek promítala do různorodých forem krásného umění, zejména v pop artu a populární kultuře. Díla následující patafyzikální tradici se většinou zaměřují na samotný proces jejich tvorby, ve kterém jsou často klíčovými faktory prvek náhody a nahodilá rozhodnutí. Tuto charakteristiku například vykazují některé obrazy původem francouzského malíře Marcela Duchampa nebo skladby amerického skladatele Johna Cage. Zhruba v této době se také Asger Jorn, patafyzik a člen Situacionistické internacionály, o 'patafyzice vyjádřil jako o novém náboženském proudu. Dále umělci a konstruktéři Rube Goldberg a Heath Robinson vymýšleli různé komplikované přístroje očividně ovlivněné myšlenkou 'patafyziky.

### Hudba
- V písni „Maxwell's Silver Hammer“ na posledním albu Beatles Abbey Road se zpívá o Joan, první oběti Maxwella Edisona, která studuje „patafyzikální vědu“.
- První album Rona 'Patea Debonairse, na kterém hostuje Reverend Fred Lane, se jmenuje Raudelunas 'Pataphysical Revue (1977) a bylo prezentováno jako živá divadelní produkce. Recenze desky v časopise The Wire dílo hodnotila slovy „žádná jiná nahrávka se ještě tolik nepřiblížila uskutečnění představy Alfreda Jarryho ,učinit duši absurdní’ — ani se o to žádná jiná nahrávka nepokoušela.“[48] 'Pate (povšimněte si patafyzikálního apostrofu) a Lane tvořili jádro Raudelunaského uměleckého kolektivu v Tuscaloose ve státě Alabama.
- Profesor Andrew Hugill z De Montfortské univerzity se považuje za „provozovatele patafyzikální hudby“. V roce 2007 pod hlavičkou UHRecordings vydal své kompozice pod názvem Pataphysical Piano; the sounds and silences of Andrew Hugill ('Patafyzika pro klavír; zvuk a ticho Andrewa Hugilla).[49]
- Britská progresivně rocková kapela Soft Machine sama sebe označovala za „Oficiální orchestr Kolegia 'patafyziky“ a na svém albu Volume Two z roku 1969 uvedla skladby „Pataphysical Introduction“ část I a část II.
- Japonská psychedelická kapela Acid Mothers Temple nazvala svoje album z roku 1999 jako Pataphisical Freak Out MU!!.
- Autolux, pop-noiseová kapela působící v Los Angeles, složila píseň „Science Of Imaginary Solutions“ (Věda imaginárních řešení), kterou zařadila na své druhé album Transit Transit.

### Výtvarné umění
- Idea Jarryho 'patafyziky se stala životní vášní amerického umělce Thomase Chimese a ovlivnila mnoho jeho obrazů.
- V roce 2010 se americký umělec Kevin Ferreira pustil do vizuálního experimentu mapujícího imaginární řešení různých konstruktů reality. Výsledná výstava SpektrumMEK Ferreira zdokumentoval ve své knize „SpektrumMEK: a pataphysical gestation to the birth of Lil' t“
- Liga imaginárních vědců, umělecký kolektiv z Los Angeles soustředící se na patafyzikální interaktivní experimenty, uveřejnila v roce 2011 některé ze svých projektů v Muzeu současného umění v Los Angeles.

### Architektura
- Le Corbusier se nechal inspirovat Jarryho myšlenkami
- Neil Spiller promítal do svého projektování patafyzikální aspekty
- Peter Olshavsky se zaměřuje na výzkum ‘patfyziky v architektuře a publikaci v tomto tématu

## Patafora
Patafora (pataphor, pataphore) je termín, který po vzoru Jarryho „patafyzikálních věd“ ustanovil americký spisovatel a hudebník Pablo Lopez pro nezvykle rozšířenou metaforu. Po způsobu Jarryho definice 'patafyziky („['Patafyzika] zkoumá prostor natolik vzdálený metafyzice, jako je pole metafyziky vzdálené fyzice.“), se patafora snaží vytvořit obrazný prostředek tak vzdálený od metafory, jako je metafora vzdálená od neobrazného jazyka. Zatímco metafora je druh přirovnání reálného objektu nebo události ke zdánlivě nesouvisející entitě za účelem zdůraznění jejich vzájemných podobností, patafora jako základní úroveň svého přirovnání používá právě tuto nově vytvořenou „metaforickou realitu“. Patafora tvoří nadstavbu k pouhému ozdobení původní myšlenky, usiluje o vytvoření a popsání zcela nového, odlišného světa, ve kterém uzpůsobená forma původní myšlenky začne žít vlastním životem.
Stejně jako samotná 'patafyzika, patafora popisuje dvě úrovně osvobození se od reality (namísto pouze jedné úrovně, kterou využívá metafora a metafyzika). Patafora může také sloužit jako nástroj kritiky, jelikož umožňuje utvářet systémy „domněnek založených na domněnkách“, například systémy přesvědčení nebo rétorické útoky. Příklad patafory je uveden níže:
Neobrazný jazyk
Tom a Alice stáli vedle sebe ve frontě na oběd.
Metafora
Tom a Alice stáli vedle sebe ve frontě na oběd; dvě figurky položené na šachovnici.
Patafora
Tom se naklonil k Alici a pozval ji v pátek večer na rande. Přijala, čímž Tom dává šachmat. Rudy se rozčilila, že ji Margaret tak snadno porazila, převrhla šachovnici na růžový přehoz a vypochodovala z pokoje.
Patafora tedy vytvořila svět, ve kterém šachovnice z metafory skutečně existuje, a dvě nové postavy, které v tomto světě žijí, čímž zcela opouští původní kontext.
Patafora se vyskytuje v reklamách či ve spekulativních počítačových aplikacích, umožňuje řešit vysoce imaginativní problémy a objevuje se dokonce v politice na mezinárodní úrovni. Pataforu hojně používá také divadlo The Firesign Theatre (komediální divadelní těleso, jehož humor se často zakládá na pataforách). Existuje hudební skupina Pataphor, stejně jako interaktivní fikce s názvem „PataNoir“ — založená na pataforách — která je zanesena v Databázi interaktivní fikce.
Patafory také často souvisí s výstavami umění, například v roce 2010 na výstavě Tary Strickstein s názvem „Pataphor“ v rámci Next Art Fair/Art Chicago.
Pataforické umění shrnuje kniha nizozemského umělce Hidde van Schie s příhodným názvem Pataphor.
Je vhodné si povšimnout, že patafora není standardní rozšířená metafora, ale spíše série metafor vystavěných na původní metafoře, čímž zastírá její původ a nedochází k pouhému opakování stejné analogie jiným způsobem.